# Siêu cường quốc

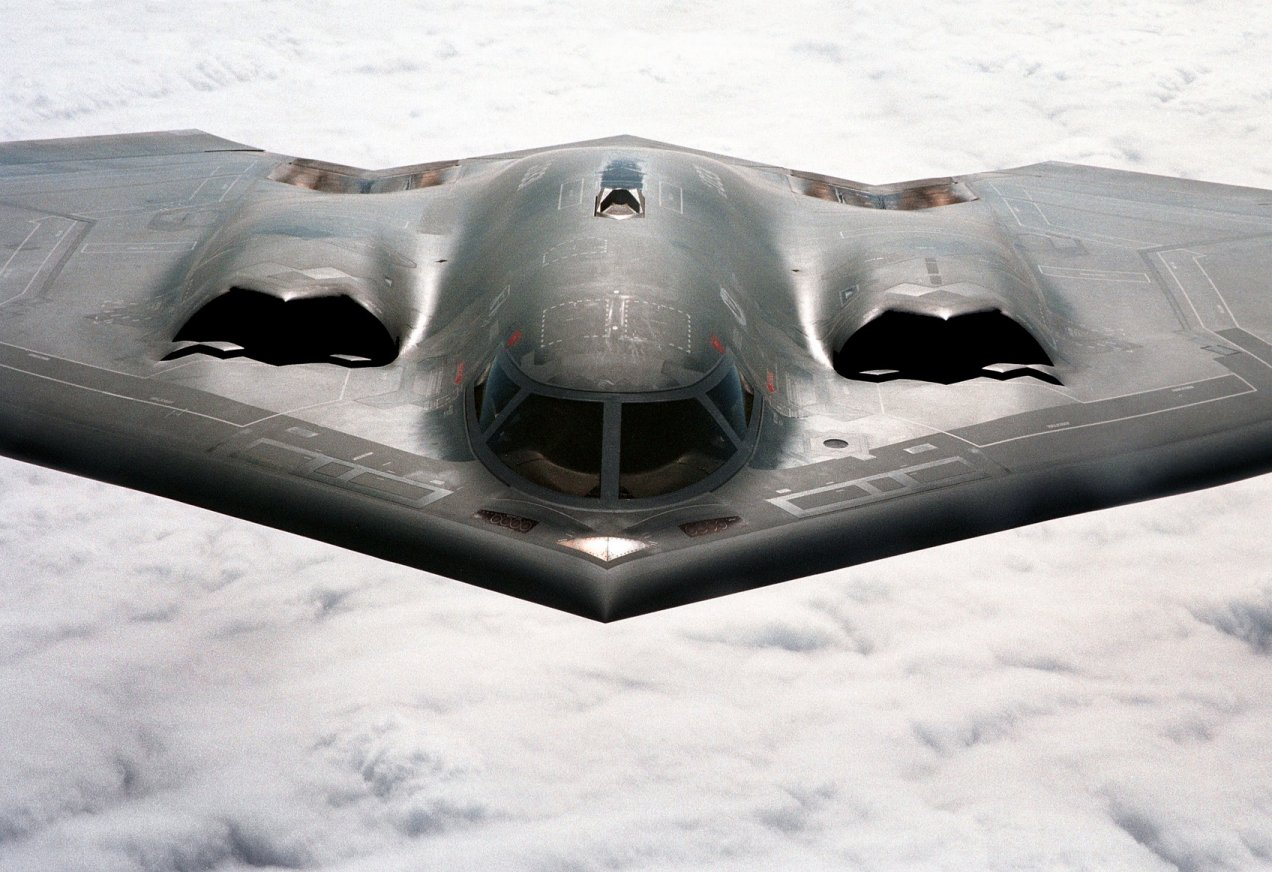
Một chiếc máy bay ném bom B-2 của Hoa Kỳ đang bay. Những kỹ thuật quân sự tiên tiến như loại máy bay này cho phép quốc gia sở hữu thể hiện sức mạnh trên tầm vóc quốc tế – một dấu hiệu xác nhận đặc trưng của siêu cường.

Siêu cường quốc hay Siêu cường là cấp độ cao nhất trong hệ thống phân loại và xếp hạng các Cường quốc trên thế giới ngày nay, dùng để chỉ một quốc gia có sức mạnh đặc biệt, đứng hàng đầu trong hệ thống quốc tế, có khả năng gây ảnh hưởng tới toàn bộ sự kiện cũng như phô trương sức mạnh trên phạm vi toàn cầu. Siêu cường quốc có sức mạnh, duy trì mức độ quyền lực cùng tầm ảnh hưởng quốc tế cao hơn Đại cường quốc. Thuật ngữ này được sử dụng lần đầu tiên năm 1943 để chỉ Liên bang Xô viết, Hoa Kỳ và Đế quốc Anh. Tuy nhiên, sau Chiến tranh thế giới thứ hai, hệ thống thuộc địa dần tan rã khiến cho Anh Quốc mất dần tầm ảnh hưởng, chỉ còn Liên bang Xô viết cùng Hoa Kỳ được coi là 2 siêu cường trong thời gian diễn ra Chiến tranh Lạnh, tuy nhiên, giai đoạn sau khi cuộc chiến này kết thúc cùng với sự tan rã và sụp đổ của Liên Xô thì chỉ còn có Hoa Kỳ được coi là hội tụ đầy đủ tất cả những sức mạnh, yếu tố, phẩm chất cùng điều kiện để được coi là 1 Siêu cường hoàn chỉnh hiện nay.
Hiện nay, đa số giới truyền thông và hàn lâm thế giới cho rằng chỉ có Hoa Kỳ đáp ứng đủ tiêu chuẩn để được coi là siêu cường. Bên cạnh Hoa Kỳ có các cường quốc được cho là những Siêu cường tiềm năng có thể cạnh tranh đôi chút với Mỹ bao gồm Nga, Ấn Độ, và đặc biệt là Trung Quốc. Nhật Bản vào những năm 1980 cũng được coi là siêu cường rất tiềm năng nhưng sau đó suy thoái dần dần và cũng mất cơ hội cạnh tranh với Mỹ.
Liên minh châu Âu (EU) có sức mạnh kinh tế tương đương Hoa Kỳ, có sức mạnh chính trị và ngoại giao rất lớn thị trường quốc tế, nhưng thiếu một sức mạnh quân sự thống nhất. Vì thế, một số người cho rằng nếu được thống nhất về quân sự hoặc trở thành một liên bang, liên minh này có thể hoặc là một siêu cường đang nổi lên hay đã có vị trí một siêu cường, tùy theo quan điểm của từng người. Khi Anh bắt đầu rời khỏi EU, một số ý kiến cho rằng EU sẽ bị suy yếu về kinh tế và vị thế chính trị; tuy nhiên thực tế đã cho thấy ngược lại khi Anh rơi vào khủng hoảng còn vị thế của EU càng được nâng cao. Ít nhất 7 quốc gia đang trong quá trình xin gia nhập khối này.
Liên bang Nga lại là một hình ảnh đảo ngược của Liên minh châu Âu, là quốc gia với tiềm lực quân sự có tiếng nói đối trọng với Hoa Kỳ về mọi mặt. Tuy nhiên, Nga chỉ có thể là một siêu cường về chính trị và quân sự. Nền kinh tế hiện tại của Nga chưa xứng đáng với vị thế siêu cường trên thế giới. Ở Đông Âu, việc Crimea và Sevastopol sáp nhập vào Nga trên thực tế khiến Nga có thể khống chế một phần biển Đen tiếp giáp khu vực này. Hiện tại đa số giới truyền thông và hàn lâm vẫn tuyệt đối cho rằng Hoa Kỳ là siêu cường duy nhất trên thế giới sau khi Liên Xô sụp đổ.
Những người khác nghi ngờ sự cùng tồn tại của các siêu cường khi cho rằng tình hình thị trường toàn cầu phức tạp và sự phụ thuộc lẫn nhau ngày càng tăng giữa các nước trên thế giới làm tình thế chính trị thế giới hiện nay là đa cực, khiến cho ý thức, khái niệm về "Siêu cường" ngày càng trở nên tương đối hóa.

## Thời kỳ Chiến tranh Lạnh

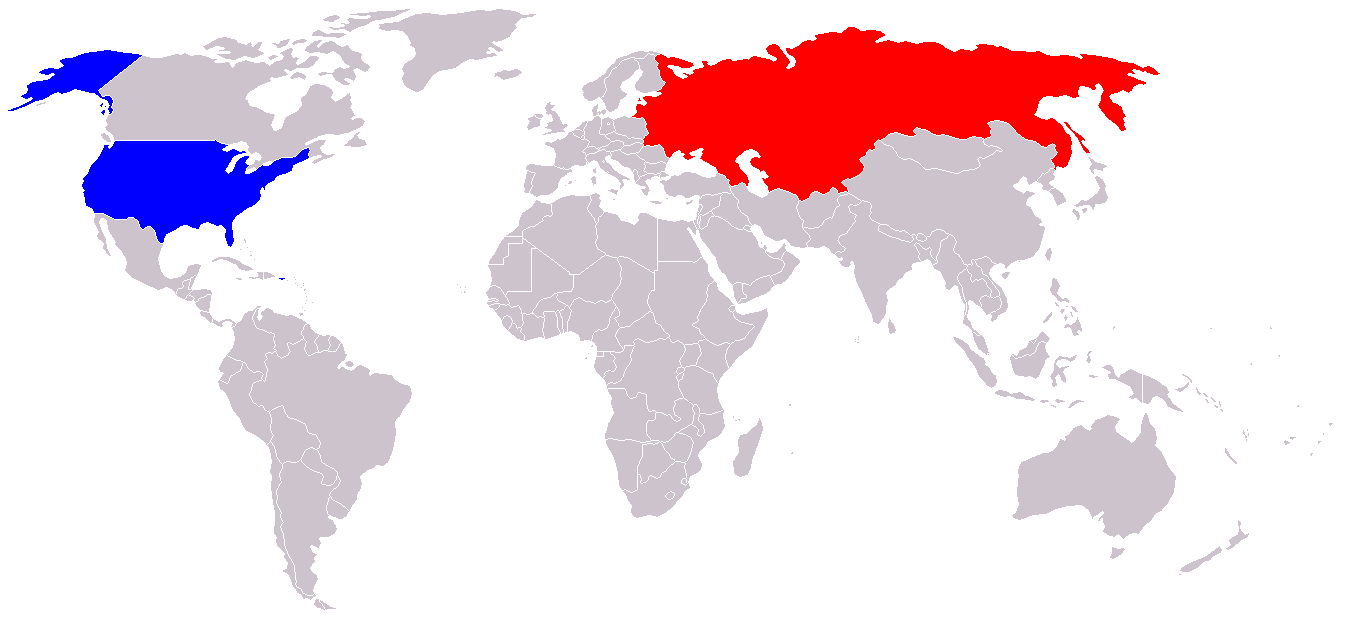
Liên bang Cộng hoà Xã hội chủ nghĩa Xô viết
Hợp chúng quốc Hoa Kỳ

### Hoa Kỳ

Kho dự trữ vũ khí hạt nhân của Liên Xô và Hoa Kỳ, 1945-

## Sự tranh luận về Liên minh châu Âu

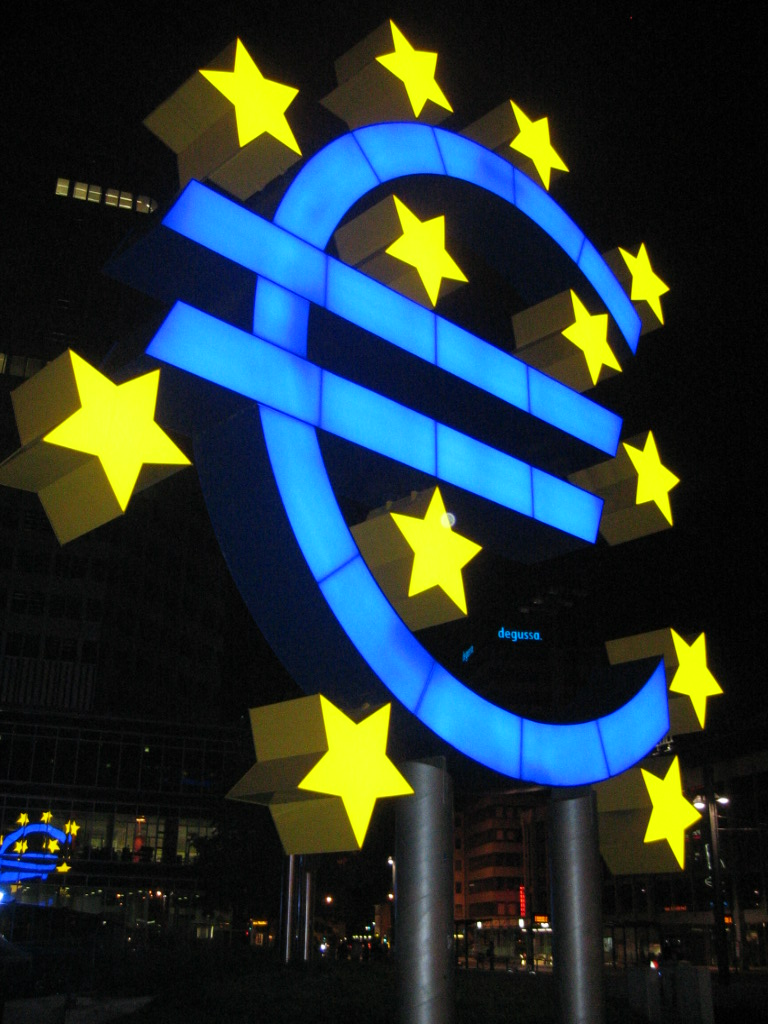
Kinh tế các nước thành viên Liên minh châu Âu, nếu tính gộp, là nền kinh tế lớn thứ hai thế giới khiến EU có được sức mạnh chính trị đáng kể. Một số người có thể tin rằng EU cũng là một siêu cường - bởi vì họ có đủ đặc điểm của một siêu cường nếu tính tổng số lượng các nước thành viên – và ngược lại có nhiều người không đồng tình với quan điểm đó.

## Những siêu cường tiềm năng đang nổi lên

Các quốc gia ngày nay hiện đang hoặc có tiềm năng để trở thành một "siêu cường hoàn chỉnh" trong thế kỷ 21.